# Dhotikol, Chincholi
Dhotikol là một làng thuộc tehsil Chincholi, huyện Gulbarga, bang Karnataka, Ấn Độ.